# William Crowninshield Endicott
William Crowninshield Endicott (Salem, 19 novembre 1826 – 6 maggio 1900) è stato un politico statunitense.

## Biografia
Fu il trentaseiesimo segretario alla Guerra degli Stati Uniti,  sotto il presidente degli Stati Uniti d'America Grover Cleveland (22º presidente). Nato da William P. e Mary Endicott, studiò all'Università Harvard.
Sposò Ellen Peabody, il 13 dicembre 1859, sua figlia Mary Crowninshield Endicott, sposò Joseph Chamberlain. Alla sua morte il corpo venne seppellito all'Harmony Grove Cemetery,Salem, stato del Massachusetts.